# Фергеланда (комуна)
Комуна Фергеланда (швед. Färgelanda kommun) — адміністративно-територіальна одиниця місцевого самоврядування, що розташована в лені Вестра-Йоталанд у південно-західній Швеції.
Фергеланда 166-а за величиною території комуна Швеції. Адміністративний центр комуни — місто Фергеланда.

## Населення
Населення становить 6 549 чоловік (станом на вересень 2012 року). 
| Кількість населення комуни Фергеланда за 1970-2010 роки | Кількість населення комуни Фергеланда за 1970-2010 роки | Кількість населення комуни Фергеланда за 1970-2010 роки | Кількість населення комуни Фергеланда за 1970-2010 роки | Кількість населення комуни Фергеланда за 1970-2010 роки |
| ------------------------------------------------------- | ------------------------------------------------------- | ------------------------------------------------------- | ------------------------------------------------------- | ------------------------------------------------------- |
| Рік                                                     |                                                         |                                                         | Населення                                               |                                                         |
| 1970                                                    | 1970                                                    |                                                         | 6 285                                                   | 6 285                                                   |
| 1975                                                    | 1975                                                    |                                                         | 6 903                                                   | 6 903                                                   |
| 1980                                                    | 1980                                                    |                                                         | 7 373                                                   | 7 373                                                   |
| 1985                                                    | 1985                                                    |                                                         | 7 411                                                   | 7 411                                                   |
| 1990                                                    | 1990                                                    |                                                         | 7 580                                                   | 7 580                                                   |
| 1995                                                    | 1995                                                    |                                                         | 7 420                                                   | 7 420                                                   |
| 2000                                                    | 2000                                                    |                                                         | 7 020                                                   | 7 020                                                   |
| 2005                                                    | 2005                                                    |                                                         | 6 824                                                   | 6 824                                                   |
| 2010                                                    | 2010                                                    |                                                         | 6 654                                                   | 6 654                                                   |
| Джерело: SCB                                            |                                                         |                                                         |                                                         |                                                         |

## Населені пункти
Комуні підпорядковано 4 міські поселення (tätort) та низка сільських, більші з яких:
- Фергеланда (Färgelanda)
- Геґсетер (Högsäter)
- Стіґен (Stigen)
- Едеборґ (Ödeborg)
- Роданефорс (Rådanefors)
- Говестен (Håvesten)

## Галерея

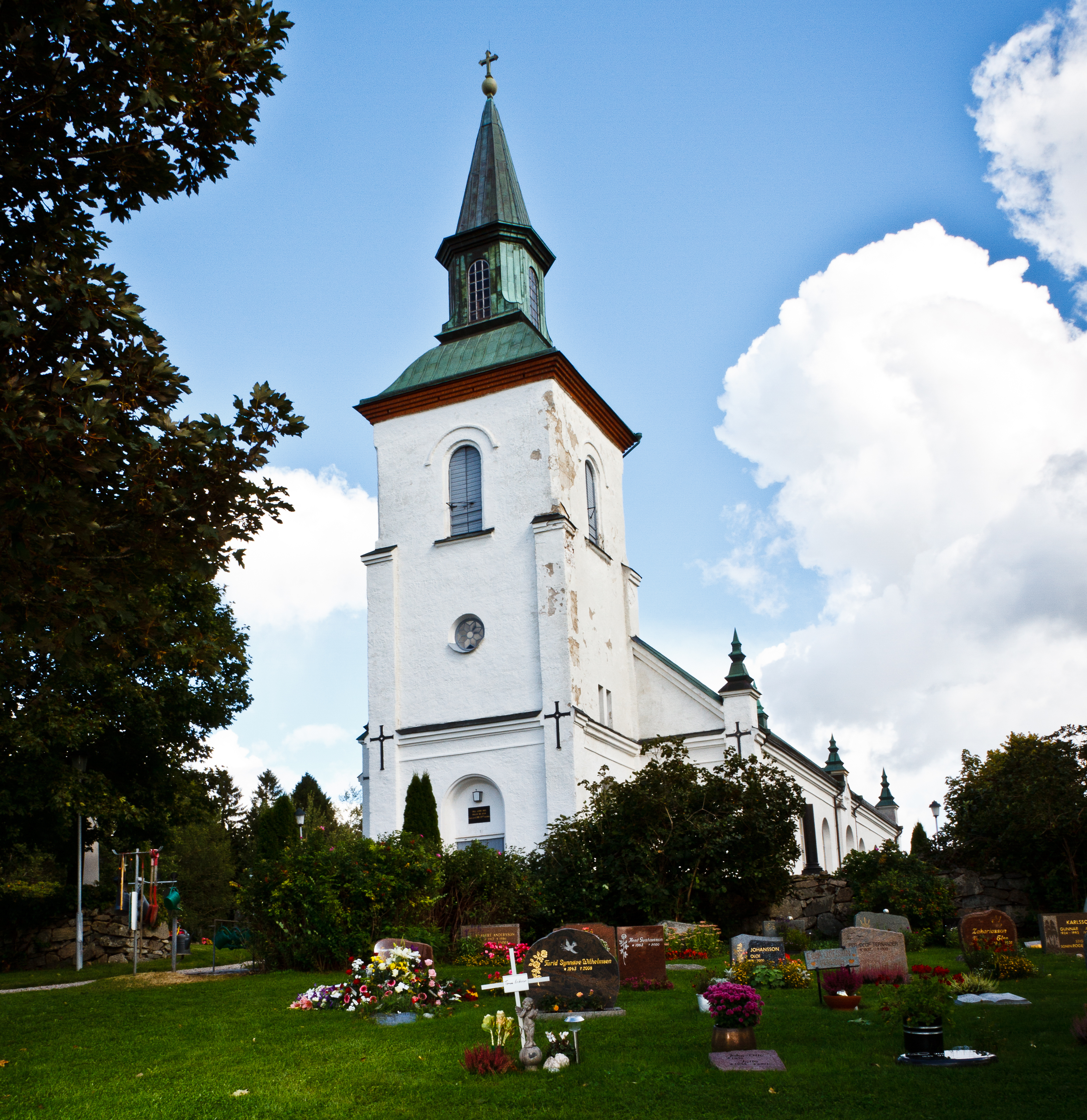
Церква (Фергеланда)
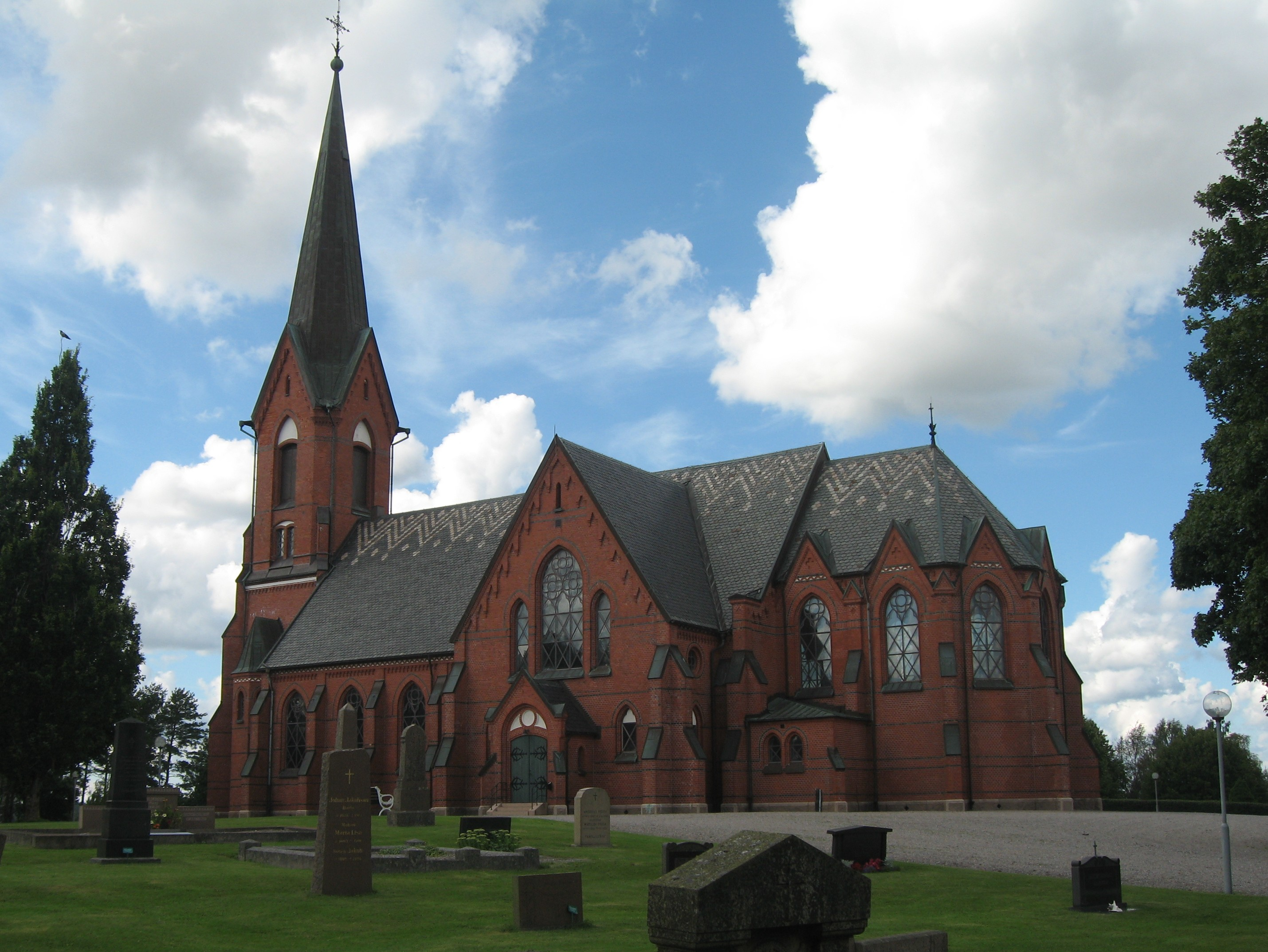
Церква (Геґсетер)
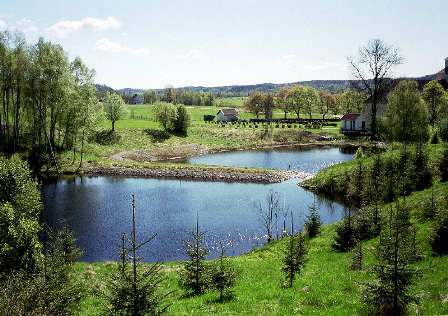
Лердаль

## Виноски
1. ↑  Folkmangd i riket, lan och kommuner (шв.) . Центральне бюро статистики Швеції. Архів оригіналу за 20 серпня 2013. Процитовано 23 лютого 2013.